# Türmerstube

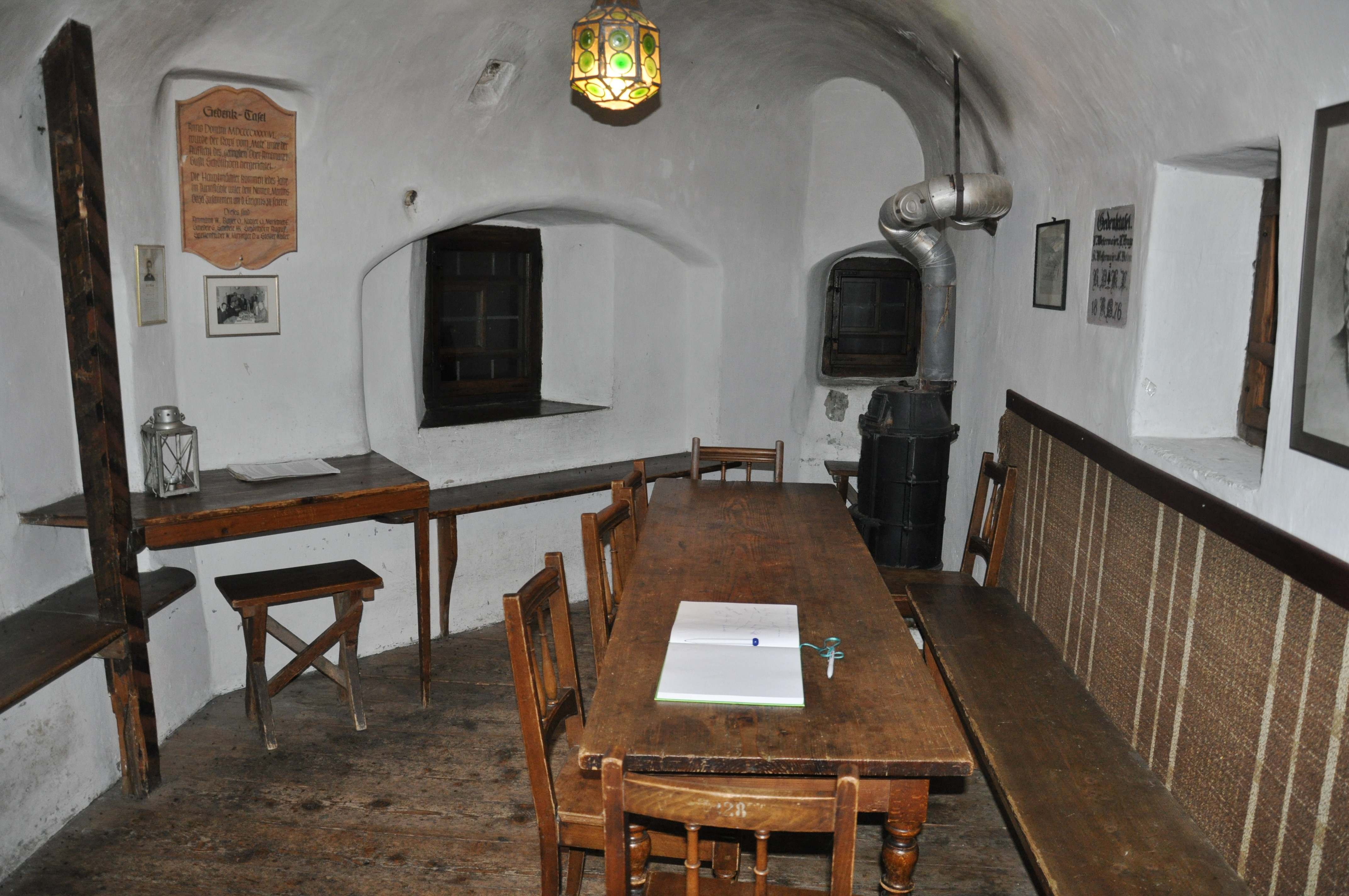
Türmerstube im Turm von St. Martin in Memmingen

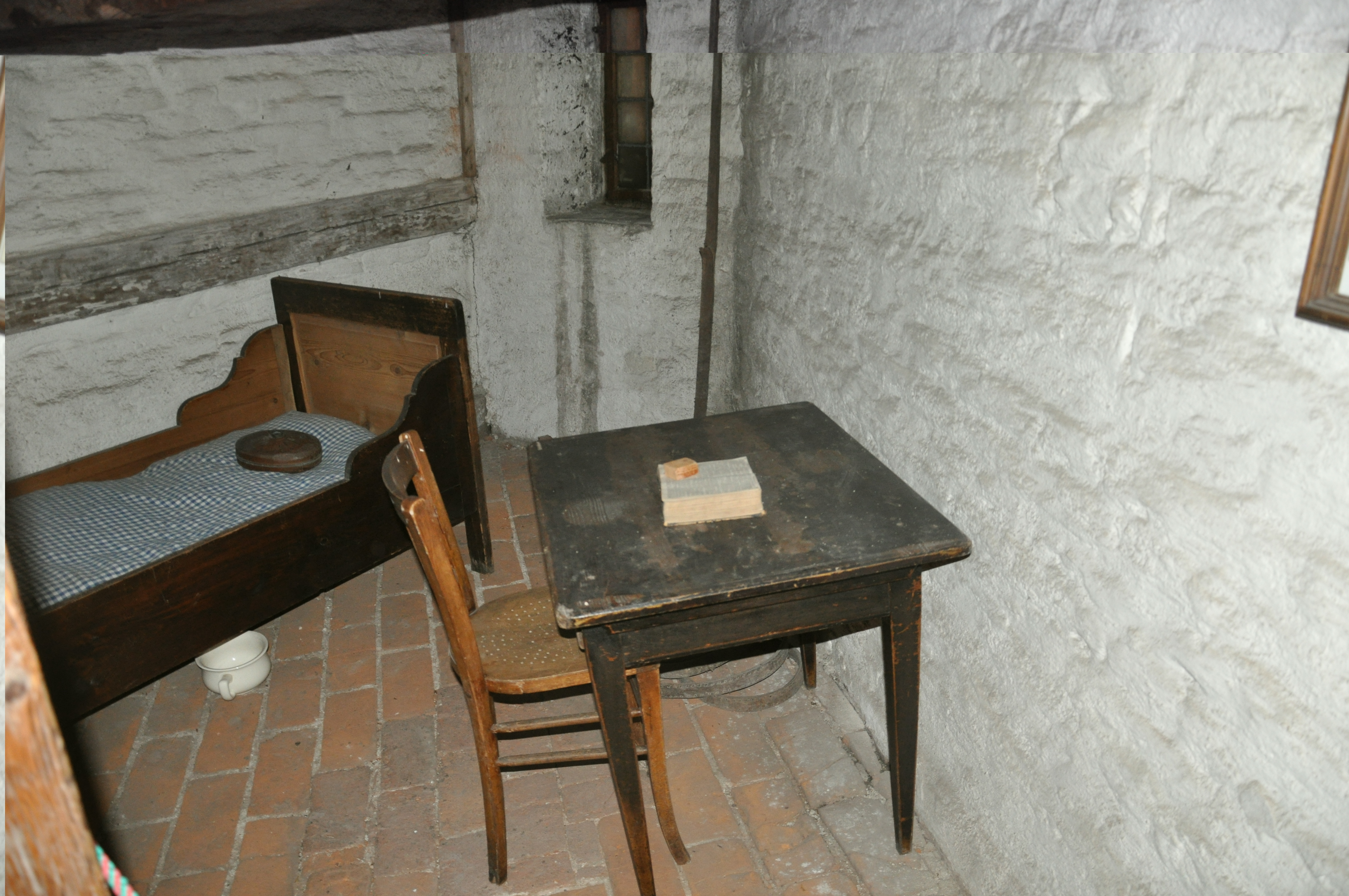
Türmerschlafzimmer im Turm von St. Martin in Memmingen

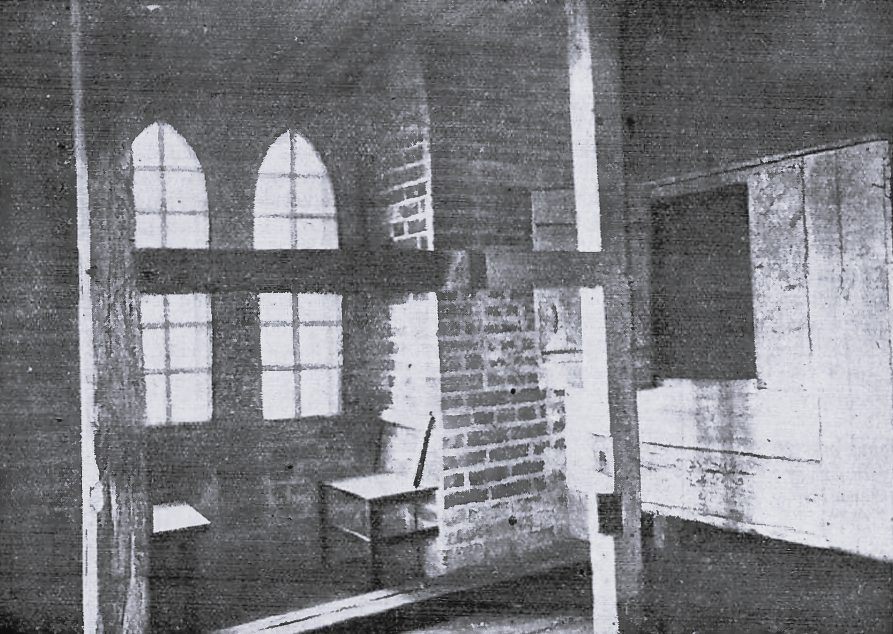
Einstige Türmerstube der lübeckischen Petrikirche (1917)

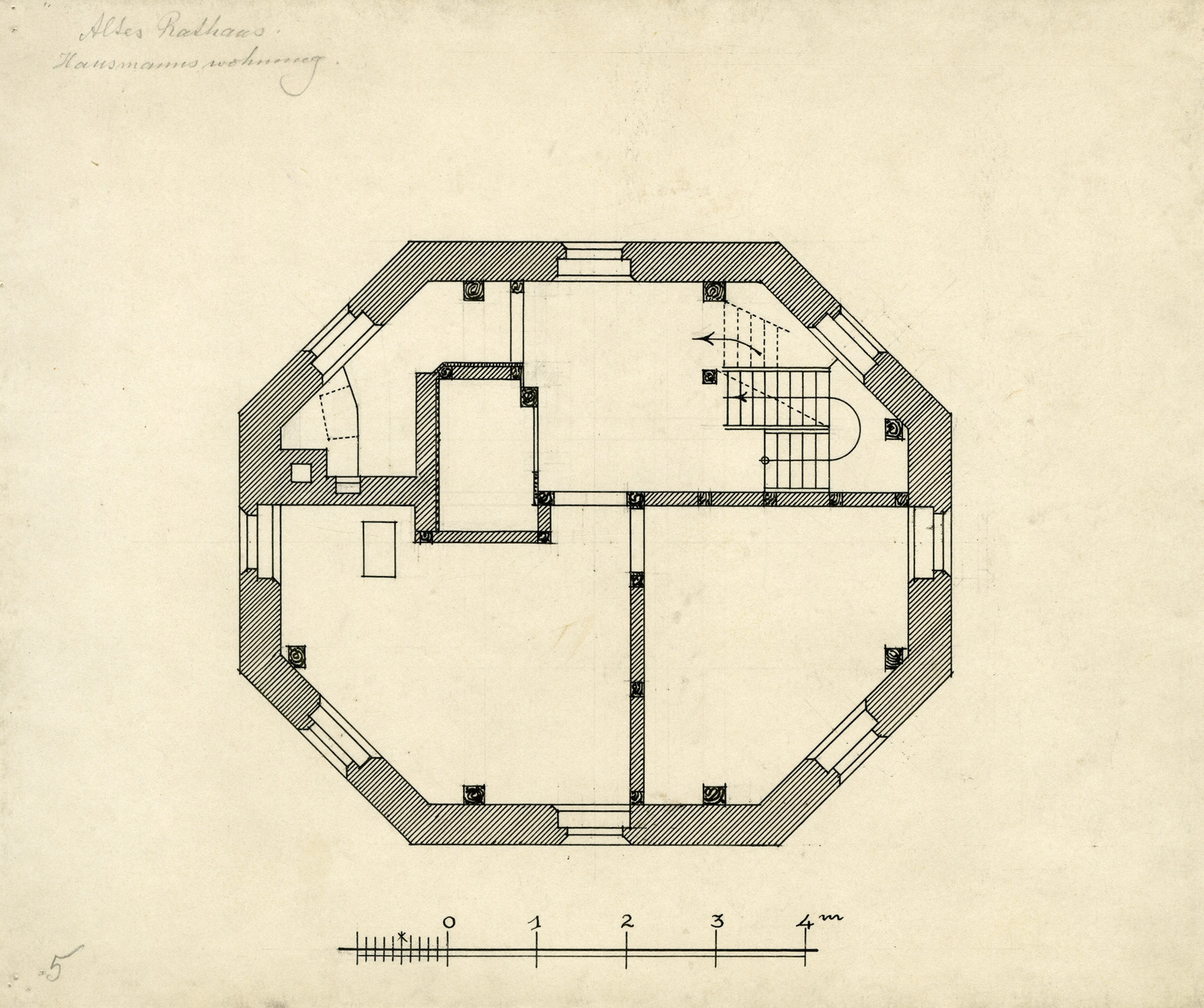
Grundriss der Türmerwohnung im Alten Rathaus Leipzig, um 1909

Als Türmerstube wird der Wohn- und Aufenthaltsraum des Türmers bezeichnet. Von dort warnte er im Auftrag der betreffenden Stadt vor möglichen Bränden oder herannahenden feindlichen Kräften. Auch die Bezeichnungen Türmerwohnung und Türmerzimmer sind geläufig.

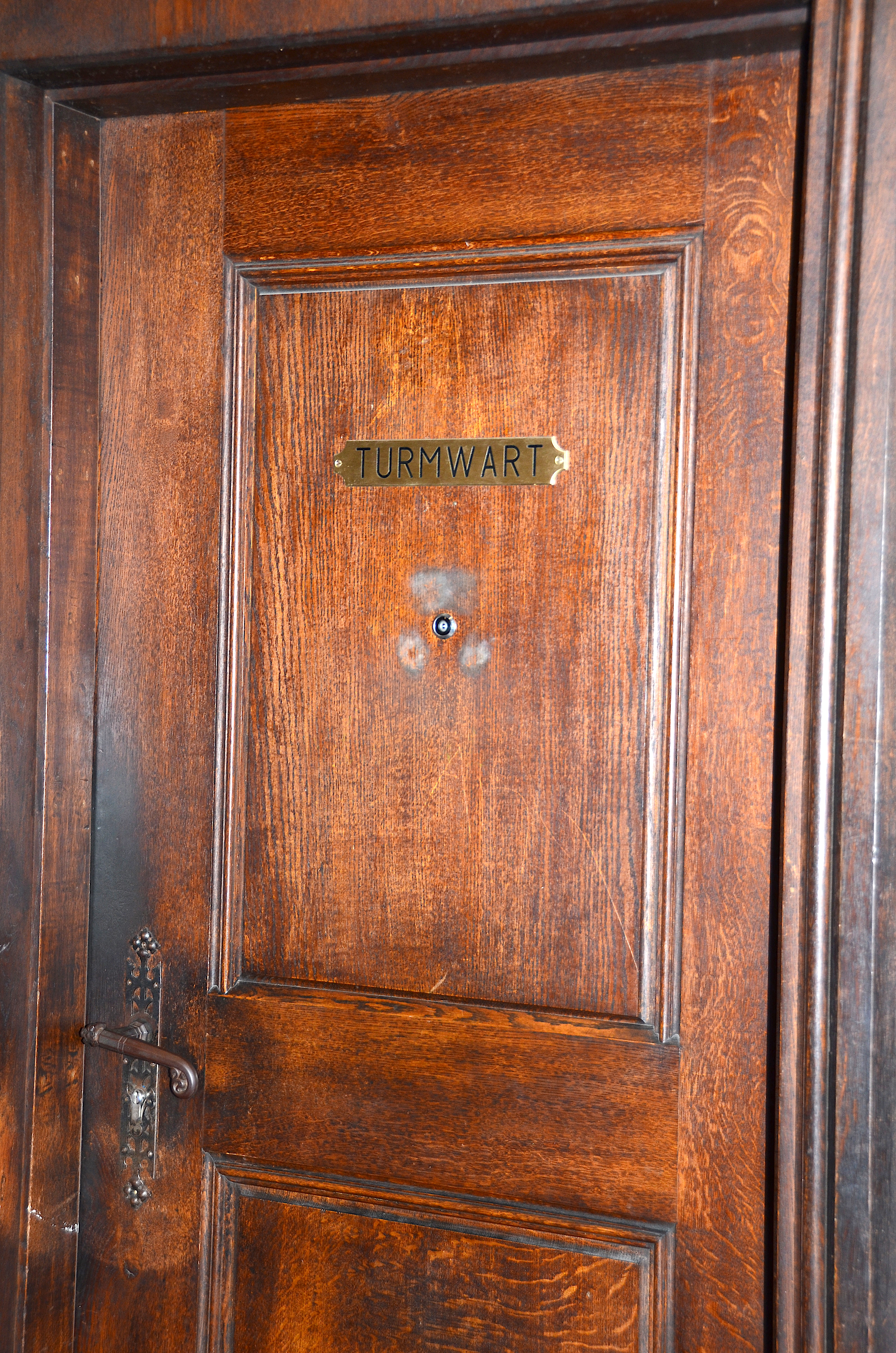
Türe zur Turmwartstube des Ulmer Münsters (2019)

## Kirchen mit Türmerstuben
- St. Annenkirche in Annaberg-Buchholz
- St. Nikolaikirche in Bad Düben
- Stadtkirche St. Nikolai in Bad Schmiedeberg
- Dom St. Petri in Bautzen
- Stadtkirche Heilig Dreifaltigkeit in Bayreuth
- Stadtkirche St. Marien in Bernburg (Saale)
- St. Nicolai in Burg (bei Magdeburg)
- Stadtkirche St. Moriz in Coburg
- Münster St. Georg in Dinkelsbühl
- Stadtkirche St. Nicolai in Döbeln
- Hugenottenkirche in Erlangen
- Kaiserdom St. Bartholomäus in Frankfurt am Main
- Stadtkirche St. Petri in Freiberg
- Stadtpfarrkirche St. Blasius in Fulda
- St. Johanniskirche in Göttingen
- (Ruine der) Stadt- und Hauptkirche in Gubin (Guben)
- Pfarrkirche St. Marien in Güstrow
- Marktkirche Unser Lieben Frauen in Halle (Saale)
- St. Blasiuskirche in Hann. Münden
- St. Marienkirche in Harzgerode (heute Apothekenmuseum)
- Kilianskirche in Heilbronn
- St. Gangolfskirche in Hollfeld
- Stadtkirche St. Marien in Homberg (Efze)
- St. Nikolai in Jüterbog
- Stadtkirche St. Jakob in Köthen (Anhalt)
- Marienkirche in Krakau
- Johanniskirche in Lauf an der Pegnitz
- Pfarrkirche St. Veit in Leipheim
- Thomaskirche in Leipzig
- Pfarrkirche St.-Nikolai in Löbau
- St.-Petri-Pauli-Kirche in Lutherstadt Eisleben
- Stadt- und Pfarrkirche in Lutherstadt Wittenberg
- St.-Johannis-Kirche in Magdeburg
- Pfarrkirche St. Quintin in Mainz
- Pfarrkirche St. Stephan in Mainz
- Stadtpfarrkirche St. Martin in Memmingen
- Stadtkirche Unser Lieben Frauen in Mittweida
- St. Lambertikirche in Münster
- Stadtkirche St. Wenzel in Naumburg (Saale)
- Nicolaikirche in Neukirchen (Knüll)
- Stiftskirche St. Aegidius in Neustadt an der Weinstraße
- St. Georgskirche in Nördlingen
- Stadtkirche St. Laurentius in Nürtingen
- Hauptkirche St. Ursula in Oberursel (Taunus)
- St. Petrikirche in Oranienbaum-Wörlitz
- St. Aegidien in Oschatz
- St. Marienkirche in Prenzlau
- Stadtkirche St. Georg in Schmalkalden
- St. Petrikirche in Seehausen (Altmark)
- Markt- und Stadtpfarrkirche St. Gangolf in Trier
- Ulmer Münster in Ulm
- Evangelische Laurentiuskirche in Usingen
- Stadtpfarrkirche St. Stephan in Waldmünchen
- Jakobskirche in Weimar
- Stephansdom in Wien
- Stadtkirche St. Wenceslai in Wurzen
- St. Johanniskirche in Zittau
- St. Peter-Kirche in Zürich

## Andere Türme mit Türmerstuben
- Hausmannsturm im Schloss Altenburg in Altenburg
- Obertorturm in Bad Camberg
- Hausmannsturm der Burg in Bad Frankenhausen/Kyffhäuser
- Blauer Turm in Bad Wimpfen
- Pfeiferturm in Bretten
- Weißer Turm in Darmstadt
- Rathausturm im alten Rathaus in Deggendorf
- Hausmannsturm im Residenzschloss in Dresden
- Pfeifferturm in Eppingen
- Stadtturm in Erding
- Hausmannsturm der Schlosskapelle im Schloss in Erxleben (Landkreis Börde)
- Nikolaiturm in Eschwege
- Eschenheimer Turm in Frankfurt am Main
- Kinzigtor in Gengenbach
- Rathausturm in Gera
- Dicker Turm / Frauenturm in Görlitz
- Nikolaiturm in Görlitz
- Reichenbacher Turm in Görlitz
- Blasturm in Gunzenhausen
- Hausmannsturm in Helmstedt
- Hexenturm in Idstein
- Wassertorturm in Isny im Allgäu
- Ruine der Burg Königstein in Königstein im Taunus
- Stadtturm in Kronach
- Altes Rathaus in Leipzig; ehemalige Türmerwohnung, heute Waffenkammer des Stadtgeschichtlichen Museums Leipzig
- Oberes Tor in Leutershausen
- Hausmannsturm der Ruine in Liebenburg
- Bayersturm in Lohr am Main
- Hausmannsturm der Georgenkapelle in Luckau
- Oberes Tor in Münnerstadt
- Oberes Tor in Neuenstadt am Kocher
- Hausmannsturm des Schlosses Hessen in Osterwieck
- Brückturm in Regensburg
- Hochturm in Rottweil
- Salzturm in Schönebeck (Elbe)
- Fünfknopfturm in Schwäbisch Gmünd (bis 2003 bewohnt)
- Altpörtelturm in Speyer
- Bergfried Schloss Steinau in Steinau an der Straße
- Stadtturm in Straubing
- Hausmannsturm im Schloss Hartenfels in Torgau
- Torturm in Vellberg
- Vogelturm in Vilseck
- Lachnersturm in Waldenburg (Württemberg)
- Bergfried der Osterburg in Weida
- Hausmannsturm des Stadtschlosses in Weimar
- Hausmannsturm des Schlosses in Wolfenbüttel
- Hausmannsturm des Schlosses in Wolfsburg
- Grafeneckart in Würzburg